# Терлецький Валентин Михайлович
Валентин Михайлович Терлецький (8 (21) лютого 1916, Київ — 20 жовтня 1979, Київ) — український радянський правознавець і історик, доктор історичних наук (з 1967 року), професор (з 1968 року). Лауреат Державної премії УРСР в галузі науки і техніки (1981, посмертно). Член Ревізійної Комісії КПУ в 1971—1976 роках.

## Біографія
Народився 8 (21 лютого) 1916 року в Києві. З 1937 року — на комсомольській роботі.
Член ВКП(б) з 1938 року.
У 1938–1945 роках служив в Червоній армії, брав участь у німецько-радянській війні.
З 1945 року перебував на відповідальній комсомольській роботі. У вересні 1946 — лютому 1948 року — 1-й секретар Київського обласного комітету ЛКСМУ (комсомолу).
У 1948–1958 роках працював у Київському обкомі КПУ.
У 1949 році закінчив юридичний факультет Київського університету.
З 1958 року — відповідальний секретар Головної редакції Української радянської енциклопедії. В 1967–1968 і 1972–1978 роках завідував відділом проблем радянського будівництва Інституту держави і права АН УРСР.
У 1968–1972 роках — головний редактор журналу «Комуніст України».
З 1978 року — професор Інституту підвищення кваліфікації викладачів суспільних наук при Київському університеті.
Помер в Києві 20 жовтня 1979 року. Похований на Байковому кладовищі.

## Наукова діяльність
Досліджував проблеми історії радянського суспільства, теорії та історії держави і права. Основні праці:
- «Держава і комунізм» (1962);
- «Ради депутатів трудящих Української РСР у період завершення будівництва соціалізму (1938–1958 рр.)» (1966);
- «Історія Академії наук Української РСР» (книги 1-2, 1967; у співавторстві);
- «Політична організація суспільства» (1967, у співавторстві);
- «Вчення Карла Маркса про державу та право і сучасність» (1968);
- «Академія наук Української РСР 1919–1969: Короткий історичний нарис» (1969);
- «Місцеві ради Української РСР і комуністичне будівництво» (1970, у співавторстві);
- «Політика партії в галузі соціально-політичного розвитку радянського суспільства» (1972);
- «Ленінська ідейна спадщина і проблеми радянського будівництва» (1974);
- «Політична організація розвинутого соціалістичного суспільства (правові питання)» (1976, у співавторстві).

## Нагороди
- два ордени Червоного Прапора (22.01.1945, 15.05.1945)
- два ордени Трудового Червоного Прапора
- орден Вітчизняної війни I ст. (1.10.1943)
- орден Вітчизняної війни IІ ст. (23.03.1944)
- орден Червоної Зірки (2.04.1943)
- медаль «За бойові заслуги» (29.08.1942)
- медаль «За взяття Берліна» (9.06.1945)
- Почесна грамота Президії Верховної Ради Української РСР (1966)
- Державна премія Української РСР у галузі науки і техніки (1981, посмертно)